# Laxá í Aðaldal
Il Laxá í Aðaldal (in lingua islandese: fiume dei salmoni nella valle Aðal) è un fiume che scorre nella regione del Norðurland eystra, nella parte settentrionale dell'Islanda.

## Denominazione
Come suggerisce il nome Laxá (in lingua islandese: fiume dei salmoni), è un fiume molto noto per la pesca del salmone. Ci sono altri fiumi dove il salmone è abbondante e che portano il nome Laxá; per distinguerli si aggiunge il nome della regione o dell'area in cui scorrono, anche se localmente vengono solitamente abbreviati semplicemente in Laxá.
Il fiume viene anche identificato con i nomi "Laxá í Mývatnssveit" e "Laxá í Þingeyjarsýslu" dai rispettivi distretti in cui scorre.

## Descrizione
Il Laxá ha origine come effluente dal lago Mývatn; attraversa le valli Laxárdalur e Aðaldalur, oltrepassa la fattoria Grenjaðarstaður scorrendo in direzione NNW e va poi a sfociare dopo 56 km a sud di Húsavík nella baia di Skjálfandi. Sul fiume ci sono circa 340 piccole isole, molte delle quali sono zone di riproduzione per le anatre. Poco prima della foce si trova la cascata Æðarfossar, alta 3 metri.

## Geologia
Il fondo della valle è coperto di lava emessa dai crateri del complesso vulcanico del Krafla e che ha un'età diverse migliaia di anni. Lo strato più vecchio di lava si è formato 3800 anni fa, il più giovane 2700. La lava è fluita per circa 70 km fino al mare formando pseudocrateri e strutture coniche dette hornito, nei punti dove è entrata in contatto con zone umide. Anche il lago Mývatn deve la sua esistenza a queste eruzioni vulcaniche, poiché la lava ha ostruito il corso del fiume dando così origine al bacino lacustre.

## Fauna
Il corso superiore del fiume vicino al lago Mývatn è un'area di riproduzione delle mosche dei moscerini e quindi anche di molte specie di uccelli che si nutrono di questi insetti, in particolare numerose varietà di anatre.
È anche uno dei fiumi di salmone più famosi in Islanda.

## Accesso
Il fiume è facilmente accessibile da molti punti e attraversato da ponti; vi sono anche numerosi guadi ben noti.

## Centrali elettriche
Sul corso inferiore del fiume ci sono tre centrali idroelettriche con una potenza totale di 28 MW.
La prima centralei elettrica fu costruita nel 1938-1939, principalmente per fornire elettricità alla città di Akureyri.
Le centrali di Laxá I, II e III producono rispettivamente 5, 9 e 13,5 MW di elettricità.
Nel 1970 si diede inizio ai lavori per la costruzione della terza diga, ma i contadini locali erano contrari e hanno fatto saltare la costruzione. La terza centrale è stata successivamente costruita, molto più piccola e con la clausola che non fosse possibile costruire ulteriori centrali idroelettriche sul Laxá.